# Luis María Pérez de Onraíta
Luis María Pérez de Onraita Aguirre (Gauna, Álava, 12 de abril de 1933-3 de abril de 2015) fue un obispo católico angoleño nacido en España.
Nacido en la localidad alavesa de Gauna, fue ordenado sacerdote en 1957 y nombrado obispo coadjutor de Malanje, Angola, en 1996; se retiró en 2012 siendo arzobispo.